# 袁光宇
袁光宇（1559年—1596年），字元讓，號養冲，直隸蘇州府常熟縣人，民籍，明朝政治人物。

## 生平
萬曆十三年（1585年）乙酉應天鄉試四十六名，萬曆十四年（1586年）聯捷丙戌科會試一百九十五名，登三甲第九十一名進士。都察院观政，授湖廣孝感縣知縣，十七年調繁浙江烏程縣，二十一年遷工部都水司主事，晉郎中，提督淮徐中河。當時黃河日趨壅滯，河水灌入淮河，侵浸到皇陵，河道尚書楊一魁力主分河導淮之議，光宇驅馳調度其間，以幹辦稱，後以勤勞致疾，二十四年養病，本年加升一级，不久卒，朝議以死于勤事，贈太僕寺少卿。

## 家族
曾祖袁南；祖父袁𢘅，曾任訓導；父袁類錫。母陳氏。具庆下。兄光祖，庠生；光世、光裕。弟光畿、光翰（庠生）、光泮、光祚。